# 布氏瘋鱨
布氏瘋鱨，為輻鰭魚綱鯰形目鱨科的其中一種，為溫帶淡水魚類，分布於亞洲阿穆爾河流域，體長可達22公分，棲息在底層水域，生活習性不明。

## 扩展阅读
維基物種上的相關：布氏瘋鱨